# Пельплін (гміна)
Гміна Пельплін (пол. Gmina Pelplin) — місько-сільська гміна у північній Польщі. Належить до Тчевського повіту Поморського воєводства.
Станом на 31 грудня 2011 у гміні проживало 16698 осіб.

## Територія
Згідно з даними за 2007 рік площа гміни становила 140.45 км², у тому числі:
- орні землі: 80.00%
- ліси: 11.00%

Таким чином, площа гміни становить 20.14% площі повіту.

## Населення
Станом на 31 грудня 2011:
| Опис     | Загалом | Загалом | Чоловіки | Чоловіки | Жінки | Жінки |
| -------- | ------- | ------- | -------- | -------- | ----- | ----- |
| одиниця  | осіб    | %       | осіб     | %        | осіб  | %     |
| все      | 16698   | 100     | 8348     | 49.99    | 8350  | 50.01 |
| міське   | 8252    | 100     | 4145     | 50.23    | 4107  | 49.77 |
| сільське | 8446    | 100     | 4203     | 49.76    | 4243  | 50.24 |

## Сусідні гміни
Гміна Пельплін межує з такими гмінами: Бобово, Ґнев, Мілорадз, Можещин, Староґард-Ґданський, Субкови, Штум.